# Basiliek Notre-Dame de Brebières
De Notre-Dame de Brebières is een basiliek in de Franse gemeente Albert.
Het kerkgebouw is een voorbeeld van neo-Byzantijnse architectuur. Ze werd door paus Leo XIII het Lourdes van het noorden genoemd. De plaats was een bedevaartsoord vanaf de 12e eeuw.
De kerk werd gebouwd tussen 1885 en 1895 door de Picardische architect Édmond Duthoit en heropgebouwd na de vernielingen van de Eerste Wereldoorlog door zijn zoon en kleinzoon. Ze is opgetrokken in baksteen en witte steen met een toren van 70 m hoog met bovenaan een koepel. Op de koepel staat een beeld van Maria die het kind-Jezus vasthoudt. De armen van het kind vormen bewust een kruisteken.
De Ancre, een bijrivier van de Somme loopt onder de basiliek, ter hoogte van het transept.

## De basiliek tijdens de Eerste Wereldoorlog
In 1915 trof een Duitse obus de koepel waardoor het beeld van zijn sokkel loskwam en voorover ging hangen, in een precair evenwicht. Er ontstond daardoor een legende: "Als de maagd valt, zal de oorlog voorbij zijn". Een foto van de beschadigde basiliek en haar hangend Mariabeeld werd als postkaart door soldaten de wereld rondgestuurd, wat bijdroeg tot haar wereldbekendheid. Het beeld viel naar beneden op 16 april 1918, de oorlog eindigde in november. Het was een Engelse obus die haar lot bezegelde nadat de kerk een Duitse observatiepost was geworden.
Een replica van dit beeld werd opnieuw geplaatst tijdens de restauratie van 1927-1929.
Vlak naast de basiliek bevindt zich het Museum Somme 1916.

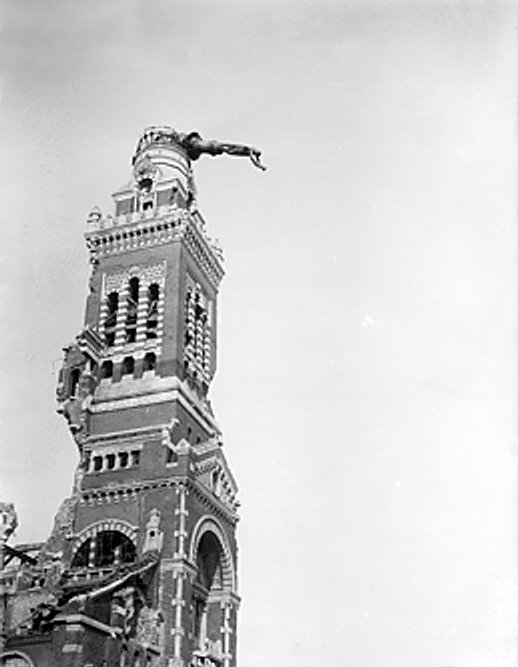
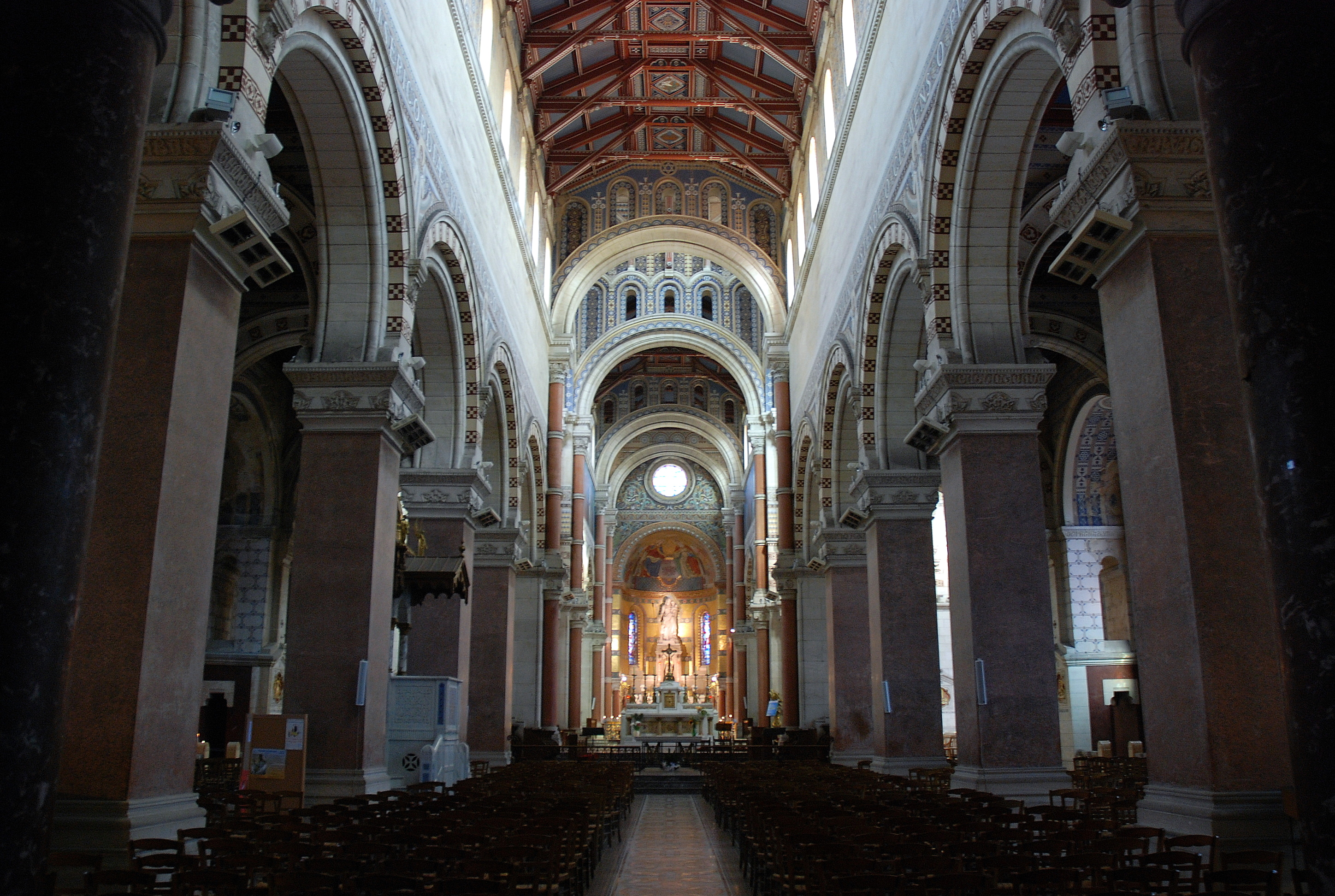
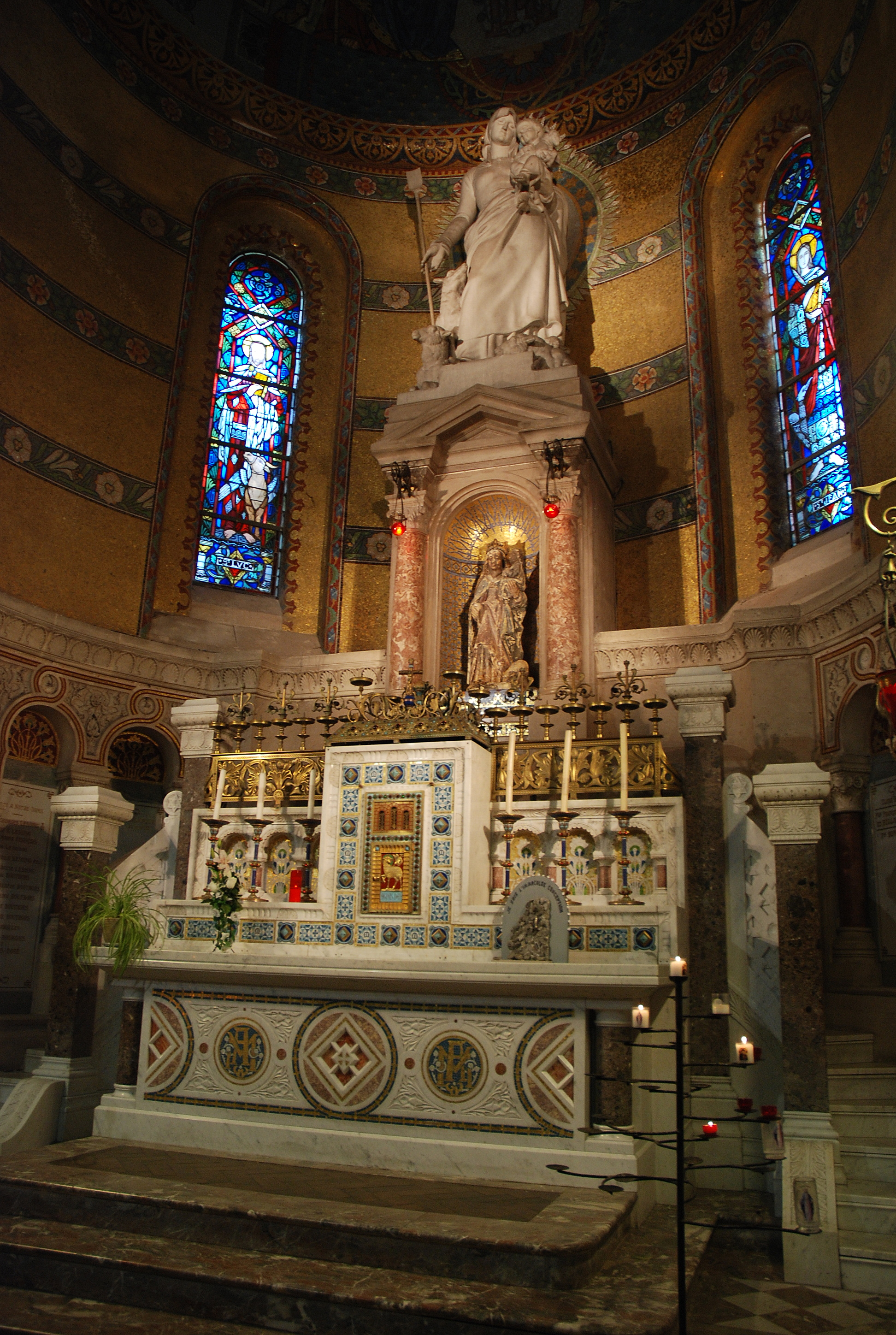
Het hoofdaltaar
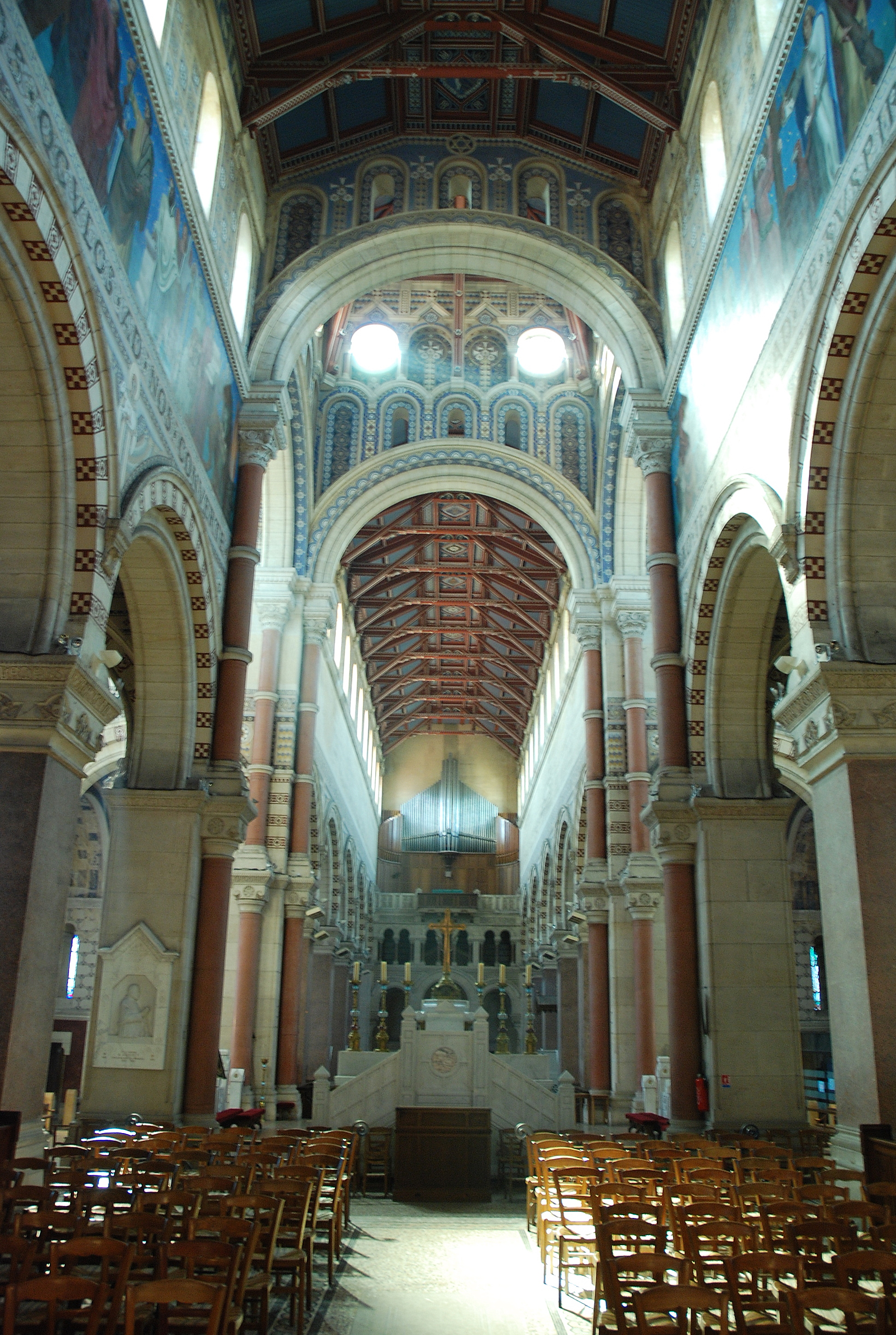
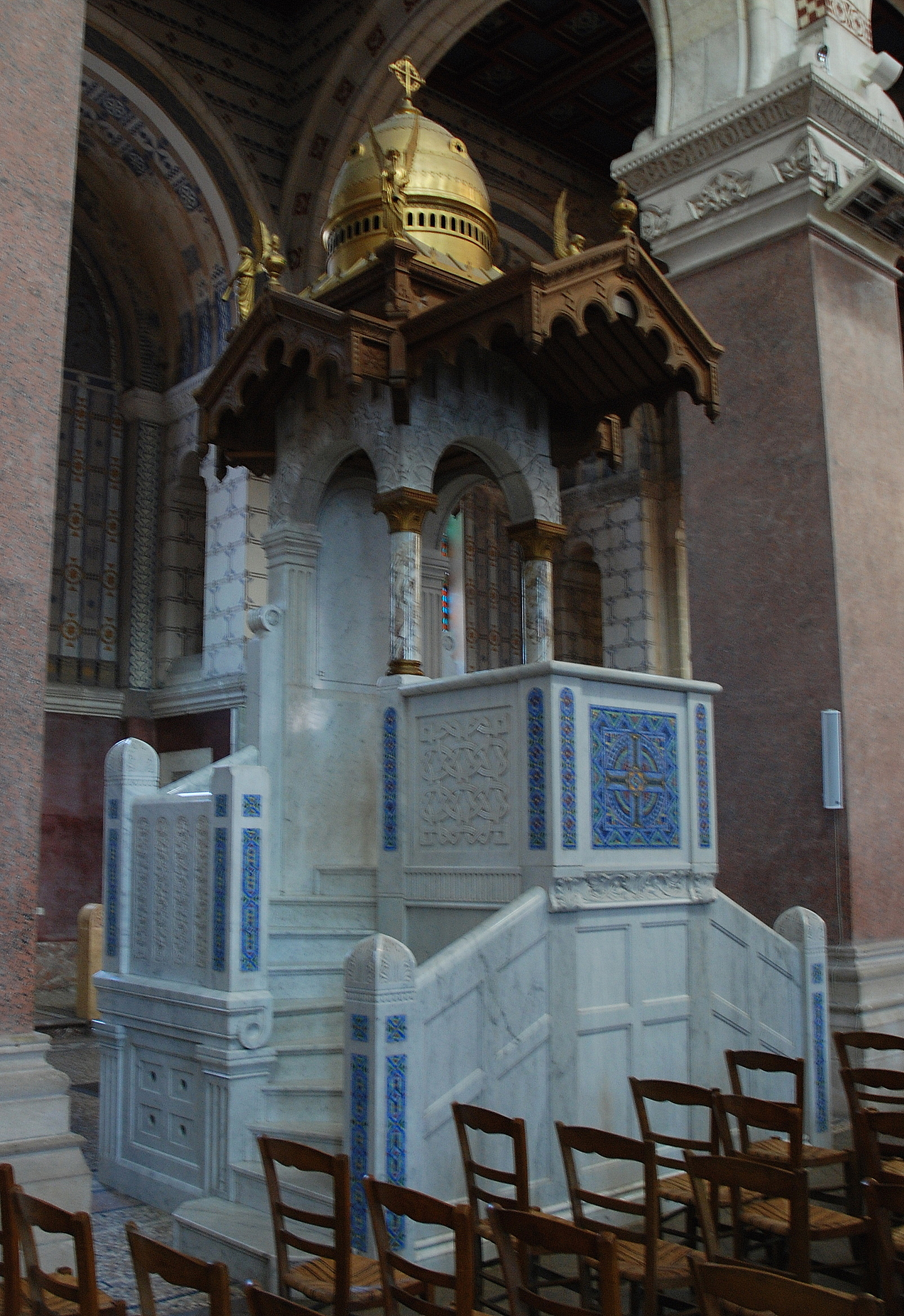
De preekstoel